# Valerio Arri
Valeriano Pompeo Maurizio "Murissi" Arri, bekannt als Valerio Arri (* 22. Juni 1892 in Portacomaro (Provinz Asti), Italien; † 2. Juli 1970) war ein italienischer Leichtathlet und als Marathonläufer Medaillengewinner bei Olympischen Spielen.
Valerio Arri trat erstmals sportlich im Jahr 1912 bei dem seit 1905 ausschließlich für französische und italienische Sportler ausgetragenen Lauf über 18 km von Nizza nach Monaco in Erscheinung, wo er den 9. Platz belegte. Bei seiner Teilnahme 1913 reichte es nur zum 11. Platz. Seine ersten bekannten Siege feierte er 1917 bei Crossläufen über ca. 7 km, seinerzeit als Mitglied des U.S. Ausonia in La Spezia. 1918 wechselte er zum U.S. Barriera di Nizza in Turin und gewann einen Straßenlauf auf einer Wendepunktstrecke von Turin nach Moncalieri über 12 km. Aber auch auf kürzeren Strecken konnte er überzeugen, so wurde er 1918 im 5000-Meter-Lauf Meister der Region Piemont.
Im Jahr 1919 kam für Arri der sportliche Durchbruch. Bei der erstmaligen Austragung des Turin-Marathons lief er auf der 42,75 km langen Strecke mit 2:40:47,6 h als Sieger ins Ziel. Wenige Monate später gewann Arri in Mailand über eine Strecke von 48 km mit 3:13:41 h auch den Titel des italienischen Meisters im Marathonlauf.
Diese Erfolge von Valerio Arri verhalfen ihm zur Teilnahme am Marathonlauf bei den Olympischen Spielen 1920 in Antwerpen. Beim mit 42,75 km längsten jemals bei Olympischen Spielen ausgetragenen Marathonlauf zeigte Arri eine taktisch kluge Leistung. So ließ er sich vom enormen Tempo der in Führung liegenden Läufer nicht beeindrucken und lief sein eigenes Rennen im Bereich des 9. Platzes. Erst auf den letzten 5 km steigerte er seine Laufgeschwindigkeit, während die vor ihm liegenden Läufer schwächer wurden. Bis zum Überqueren der Ziellinie hatte er 6 Konkurrenten überholen können und erreichte so schließlich den 3. Platz und die Bronzemedaille. Trotzdem ärgerte sich Arri, denn er fühlte sich im Ziel noch so frisch, dass er glaubte, um den Sieg hätte mitkämpfen zu können. Zum Beweis schlug er vor der Stadiontribüne drei Handstandüberschläge, die das Publikum und den anwesenden Pierre de Coubertin begeistert haben sollen.
Nach den Olympischen Spielen bleiben weitere sportliche Erfolge aus. Arri wechselt häufig den Verein. Beim Turin-Marathon belegt er 1921 den 4. Platz und 1923 den 3. Platz.
1996 wurde zu Ehren des ersten Siegers beim Turin-Marathon von den Veranstaltern der Premio Valerio Arri vergeben, der in den Folgejahren zu einer bedeutenden Auszeichnung in der italienischen Leichtathletik avancierte. Mit dem Preis wird jährlich eine Sportlerin oder Sportler des Landes geehrt, die bzw. der sich um den nationalen Sport besonders verdient gemacht hat.
Die Platzierungen bei Olympischen Spielen für Valerio Arri:
- VII. Olympische Spiele 1920, Antwerpen
  - Marathonlauf – BRONZE in 2:36:32,8 h (Gold an Hannes Kolehmainen, FIN mit 2:32:35,8 h; Silber an Jüri Lossmann, EST mit 2:32:48,6 h)